# Castello di Wolfsburg
Il castello di Wolfsburg è una fortificazione medievale, menzionata per la prima volta nel 1302, che in seguito si trasformò in un castello rinascimentale. Si trova nella Bassa Sassonia orientale nella città di Wolfsburg, che probabilmente prende il nome da quest'ultimo.

## Storia
Il castello di Wolfsburg si sviluppò a partire da una torre sull'Aller fino ad assume l'aspetto di un cosiddetto Wasserschloss (castello d'acqua).
Nel XVII secolo l'edificio assunse connotazioni di edificio rappresentativo pur mantenendo aspetti architettonici difensivi.
Lo stile architettonico del castello rappresenta un tipico esempio del Rinascimento del Weser.
L'edificio venne fondato dalla locale famiglia nobiliare dei Bartensleben. La prima menzione del castello di Wolfsburg risale al 1302. 
Dopo l'estinzione della casata dei Bartensleben nel 1742, il castello di Wolfsburg passò ai conti di Schulenburg.
Nel 1961 il castello divenne museo pubblico.

## Descrizione

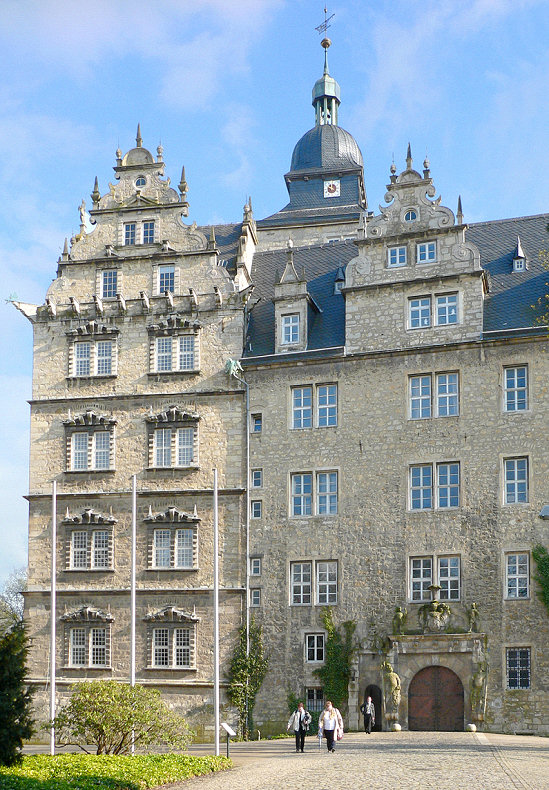
Lato settentrionale con l'ala residenziale

Il castello è costituito da un corpo centrale quadrangolare che circonda una corte interna. Il complesso è caratterizzato da una massiccia fabbrica che tuttavia è alleggerita dalle decorazioni dei profili superiori di ciascun lato, grazie ad elementi decorativi, quali timpani, oblò e i tetti delle torri angolari.
L'ingresso principale, localizzato sul lato settentrionale, è caratterizzato da un portale con figure di cavalieri ai lati e coronato dallo stemma del casato dei Bartensleben. Sul lato opposto fu aggiunta una monumentale rampa d'accesso durante il XIX secolo.
All'interno della corte si sviluppano tre torri angolari, che tramite scale interne, permette l'accesso ai piani superiori. La torre più alta misura 30 m. di altezza. Tutte le torri risalgono al XVI secolo, quando si ebbero i lavori di ristrutturazione da fortezza a castello residenziale.
I lati sud e nord del complesso furono ristrutturati nel rinascimento con funzioni abitativa e rappresentativa. Un esempio è la facciata dell'ala meridionale riccamente decorata con stucchi e con finestre che ricalcano i modelli decorativi tipici del rinascimento tedesco.